# Albert Metral
Albert Roger Marc Metral (Lyon, 12 de setembro de 1902 – 10 de fevereiro de 1962) foi um engenheiro de minas e pioneiro no estudo da aeronáutica. Foi nomeado oficial da Ordem Nacional da Legião de Honra e recebeu a Croix de Guerre (1939-45).

## Carreira
Estudou na École polytechnique e na Escola de Minas, sucessor de Paul Painlevé na cátedra de mecânica dos fluidos e aplicações em aviação na Faculdade de Ciências.
Metral cunhou o termo efeito Coandă em memória de seu descobridor, Henri Coandă
Foi palestrante convidado do Congresso Internacional de Matemáticos em Oslo (1936: Démonstrations nouvelles de propriétés du mouvement gyroscopique).